# Karl Schmucker

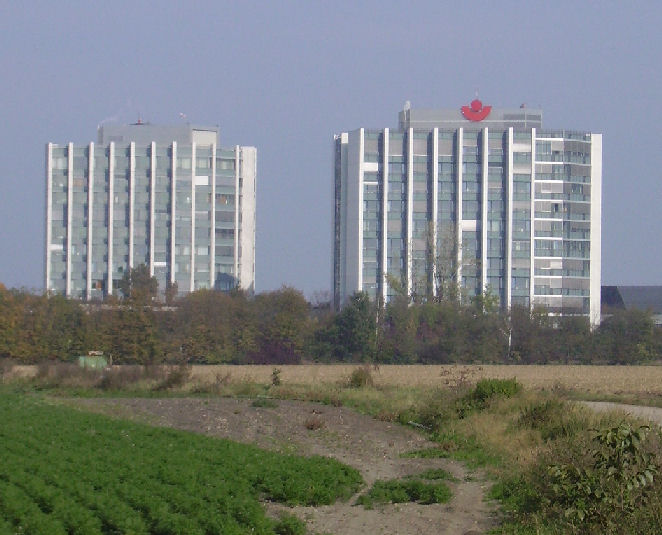
BG-Klinik Ludwigshafen

Karl Schmucker (* 2. März 1928 in Mannheim; † 17. Oktober 2024) war ein deutscher Architekt.

## Werdegang
Nachdem er 1955 sein Diplom an der TH Karlsruhe erlangt hatte, arbeitete er im Büro seines Vaters Wilhelm Schmucker in Mannheim mit. Unter seiner Leitung seit 1968 wurden viele Großprojekte auch weit über die Rhein-Neckar-Region hinaus verwirklicht. Ab 1989 bestand eine Bürogemeinschaft mit seinen Söhnen Lothar und Andreas Schmucker. 2010 zog sich Karl Schmucker aus dem Tagesgeschäft zurück.
Schmucker war auf die Planung von Krankenhäusern spezialisiert. So realisierte sein Büro unter anderem die BG-Unfallklinik in Ludwigshafen am Rhein, das Unfallkrankenhaus Berlin sowie die Erweiterung der Berufsgenossenschaftlichen Unfallklinik Tübingen. Aber auch andere markante Gebäude vor allem in Mannheim entstanden unter seiner Planung, beispielsweise das Collini-Center, die Neckaruferbebauung Nord, das Verwaltungsgebäude von Bilfinger Berger, die Synagoge und die Erweiterung des Rosengartens.

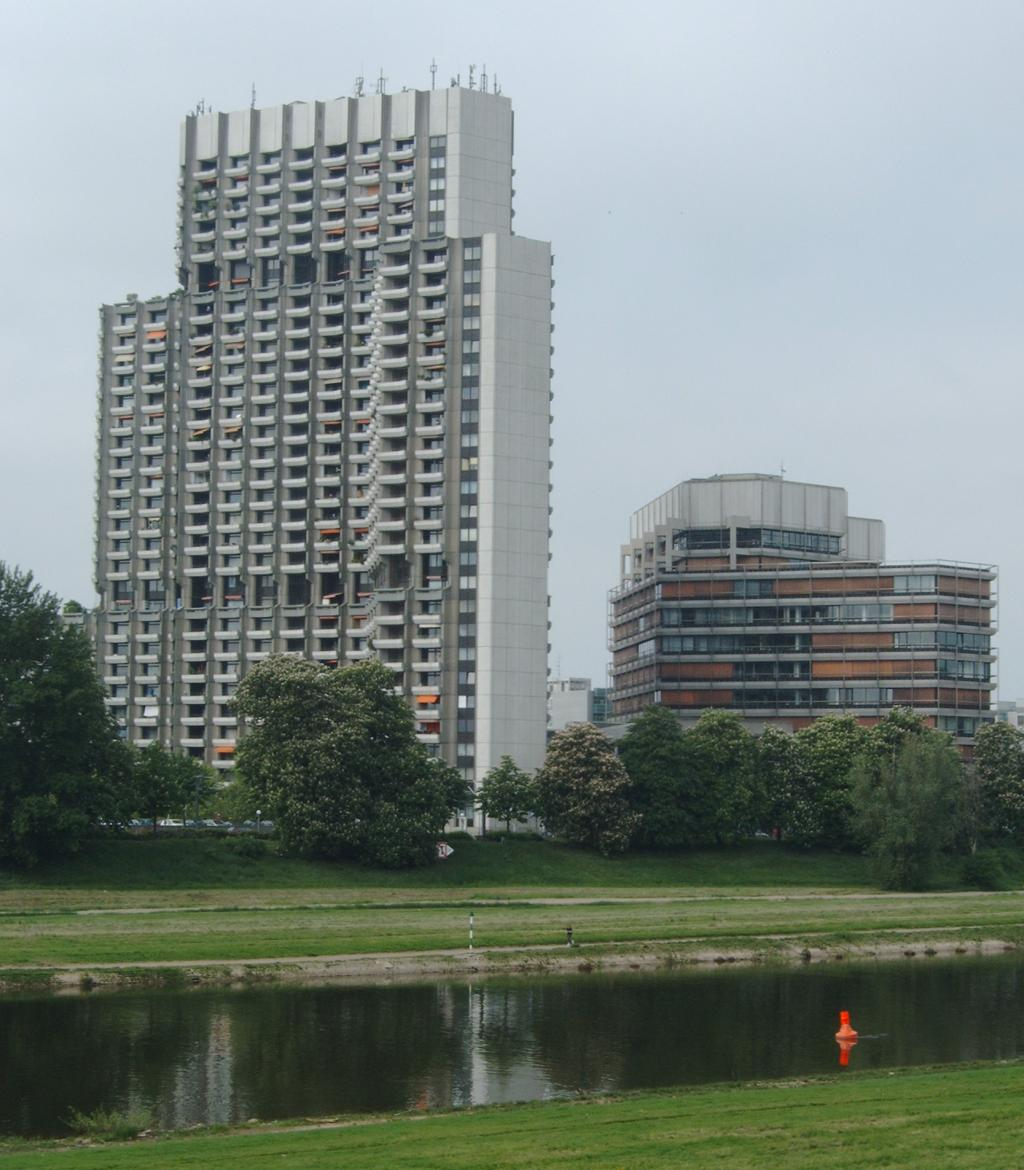
Collini-Center
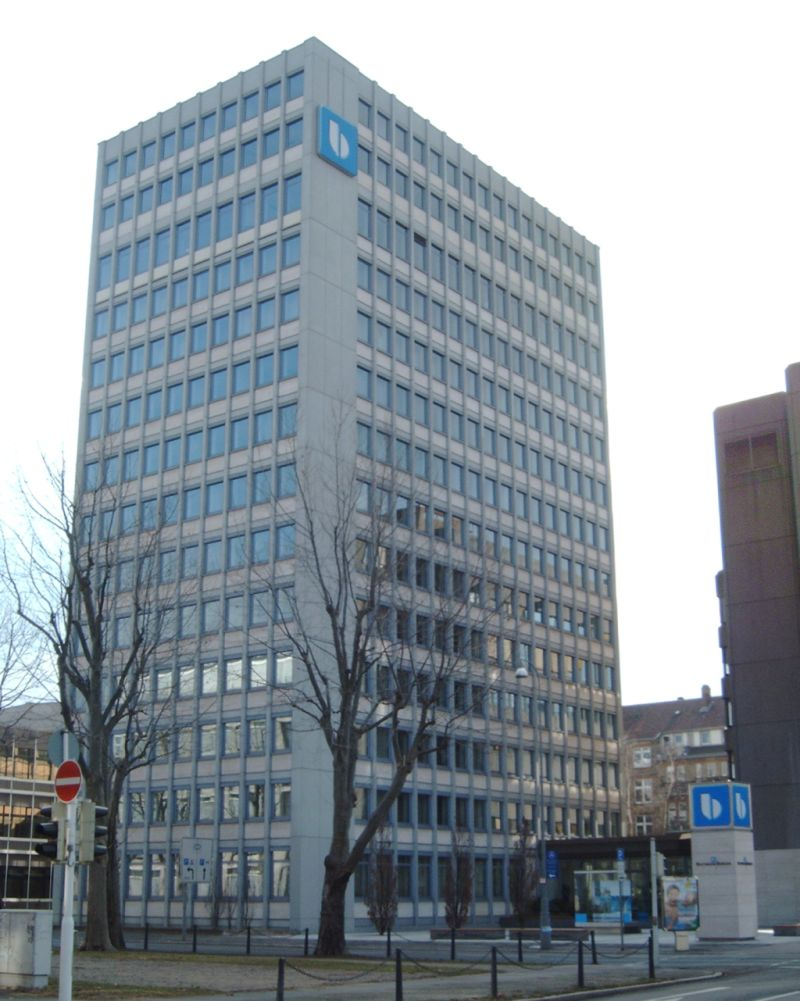
Konzernsitz Bilfinger Berger
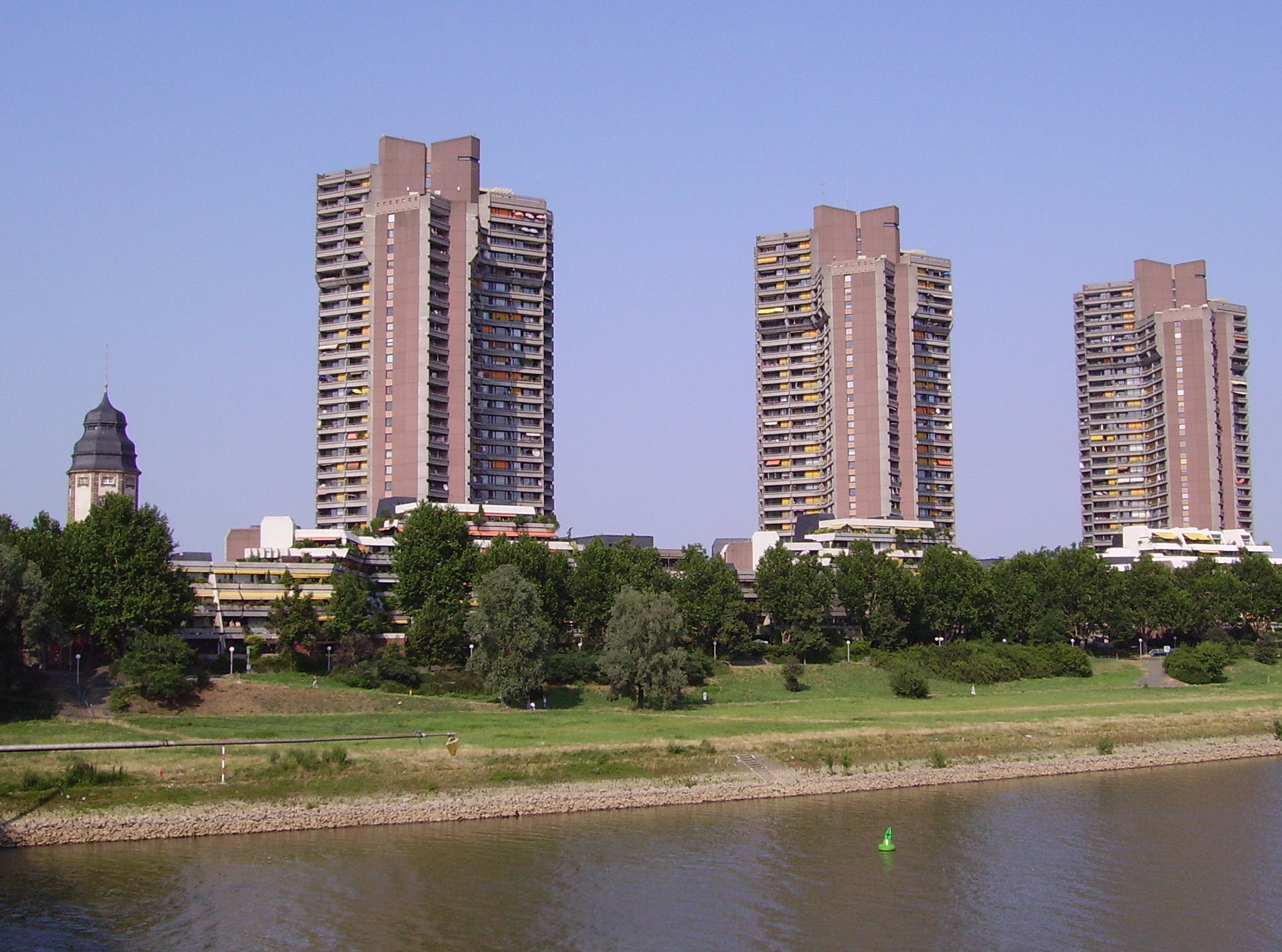
Neckaruferbebauung Nord
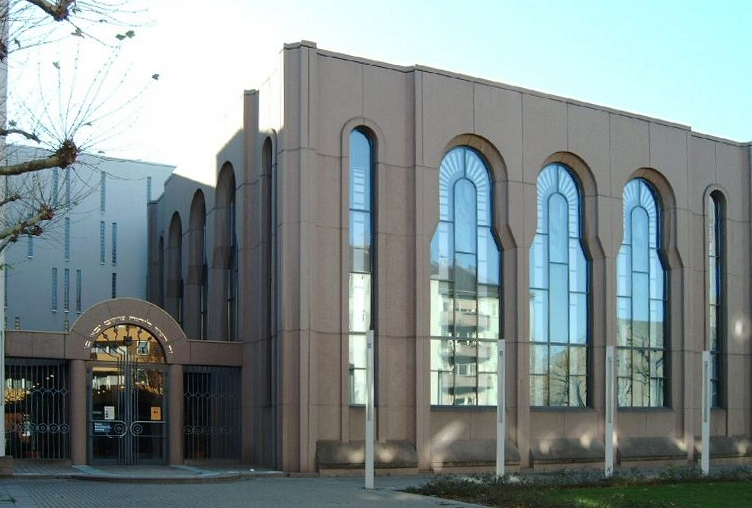
Synagoge